# Тимофіївка (Генічеський район)
Тимофі́ївка — село в Україні, в Іванівській селищній громаді Генічеського району Херсонської області. Населення становить 196 осіб.

## Історія
12 червня 2020 року, відповідно до розпорядження Кабінету Міністрів України № 713-р «Про визначення адміністративних центрів та затвердження територій територіальних громад Запорізької області», увійшло до складу Іванівської селищної громади.
17 липня 2020 року, в результаті адміністративно-територіальної реформи та ліквідації Іванівського району, село увійшло до складу Генічеського району.
24 лютого 2022 року село тимчасово окуповане російськими військами під час російсько-української війни.

## Населення
Згідно з переписом УРСР 1989 року чисельність наявного населення села становила 225 осіб, з яких 97 чоловіків та 128 жінок.
За переписом населення України 2001 року в селі мешкало 197 осіб.

### Мова
Розподіл населення за рідною мовою за даними перепису 2001 року:
| Мова       | Відсоток |
| ---------- | -------- |
| українська | 85,71 %  |
| російська  | 11,73 %  |
| вірменська | 0,51 %   |
| інші       | 2,05 %   |

## Відомі особи

### Уродженці
Лозовий Юрій Іванович, професор НУ "Львівська політехніка", фахівець у галузі будівництва, кандидат технічних наук (1945)